# Equação de Drake
A Equação de Drake é um argumento probabilístico usado para estimar o número de civilizações extraterrestres ativas em nossa galáxia Via Láctea com as quais poderíamos ter chances de estabelecer comunicação. Foi formulada por Frank Drake em 1961, não com o propósito de fornecer uma estimativa do número de civilizações, mas sim como um modo de estimular um diálogo científico no primeiro encontro SETI (sigla em inglês para Search for Extra Terrestrial Intelligence, que significa Busca por Inteligência Extraterrestre), em Green Bank, Virgínia. A equação resume os principais conceitos que os cientistas devem contemplar quando consideram a probabilidade de outras formas de vida serem capazes de fazer comunicação via ondas de rádio.A Equação de Drake provou ser controversa, já que vários de seus fatores são desconhecidos, além da vasta gama de valores abrangidos. Isso levou críticos a rotularem a equação como um palpite, ou até mesmo inexpressiva.

## História
Em Setembro de 1959, os físicos Giuseppe Cocconi e Philip Morrison publicaram um artigo no jornal Nature com o título provocador "Procurando por comunicação Interestelar. "Cocconi e Morrison argumentaram que radiotelescópios desenvolveram-se o suficiente para capturar transmissões que podem ser transmitidas pelo espaço por civilizações que orbitam outras estrelas. Tais mensagens poderiam ser enviadas a um comprimento de onda de 21 centímetros (1,420.4 megahertz). Esse é o comprimento de onda emitido pelo hidrogênio neutro, o elemento mais comum no universo. Assim eles concluíram que outras raças inteligentes poderiam ver isso como um ponto de referência dentro do espectro eletromagnético. 
Sete meses depois, o astrônomo Frank Drake tornou-se a primeira pessoa a iniciar uma busca sistemática por sinais de vida inteligente dentre o cosmos, utilizando o Observatório Nacional de radioastronomia em Green Bank, Virgínia. No projeto que ele chamou de Projeto Ozma, Drake investigou duas estrelas semelhantes ao Sol: Episilon Eridani e Tau Ceti. Ele foi capaz de escanear frequências próximas de 21 centímetros de comprimento de onda durante seis horas por dia, do mês de Abril até Julho de 1960. O projeto era bem simples, barato e bem elaborado para os padrões modernos, além de mal sucedido.

## A equação
{\displaystyle N=R^{*}\times f_{p}\times n_{e}\times f_{l}\times f_{i}\times f_{c}\times L}
Onde:
N é o número de civilizações extraterrestres em nossa galáxia com as quais poderíamos ter chances de estabelecer comunicação.
R* é a taxa de formação de estrelas em nossa galáxia.
fp é a fração de tais estrelas que possuem planetas em órbita.
ne é o número médio de planetas que potencialmente permitem o desenvolvimento de vida por estrela que tem planetas.
fl é a fração dos planetas com potencial para vida que realmente desenvolvem vida.
fi é a fração dos planetas que desenvolvem vida inteligente.
fc é a fração dos planetas que desenvolvem vida inteligente e que têm o desejo e os meios necessários para estabelecer comunicação.
L é o tempo esperado de vida de tal civilização.
Drake forneceu valores baseados nas suas pesquisas:
R* - estimado em 1/ano.
fp – estimado entre 0,2 a 0,5.
ne – entre 1 a 5.
fl – estimado em 1.
fi – estimado em 1.
fc – estimado em 0,1 a 0,2.
L – estimado entre 1000 a 100,000,000 de anos.
Inserindo os menores valores acima na equação, obtemos um resultado de N= 20. Já inserindo os maiores resultados obtemos o valor máximo de  N= 50,000,000. Drake afirma que, dadas as incertezas, a reunião original concluiu que N≈L, e provavelmente havia entre 1000 e 100.000.000 de civilizações na galáxia Via Láctea.

## Críticas e Evoluções
As críticas feitas à equação baseiam-se sobretudo no fato de que vários fatores são baseados em conjecturas, sendo o seu valor nulo.
Outra crítica pertinente é a de que Drake não prevê que as civilizações possam sair da sua galáxia mãe para colonizar outras galáxias. Assim sendo entrariam também em conta as equações da dinâmica populacional.
Um estudo realizado pela Univ. do Texas em Dallas e pelo Inst. Federal Suíço de Tecnologia em Zurique conclui que, em essência, as placas tectônicas da Terra e a existência de continentes e oceanos são cruciais para a existência de vida avançada. Adicionando estes fatores (fração de planetas com continentes e oceanos significativos, e fração com placas tectônicas de longo prazo), à equação de Drake, os autores argumentam que a probabilidade de encontrar tais planetas é extremamente baixa (menos de 0,00003 a 0,002).